# ヤクの毛刈り
| ウィキペディアには「ヤクの毛刈り」という見出しの百科事典記事はありません（タイトルに「ヤクの毛刈り」を含むページの一覧/「ヤクの毛刈り」で始まるページの一覧）。 代わりにウィクショナリーのページ「yak shaving」が役に立つかもしれません。 |